# Gò Đống Đa

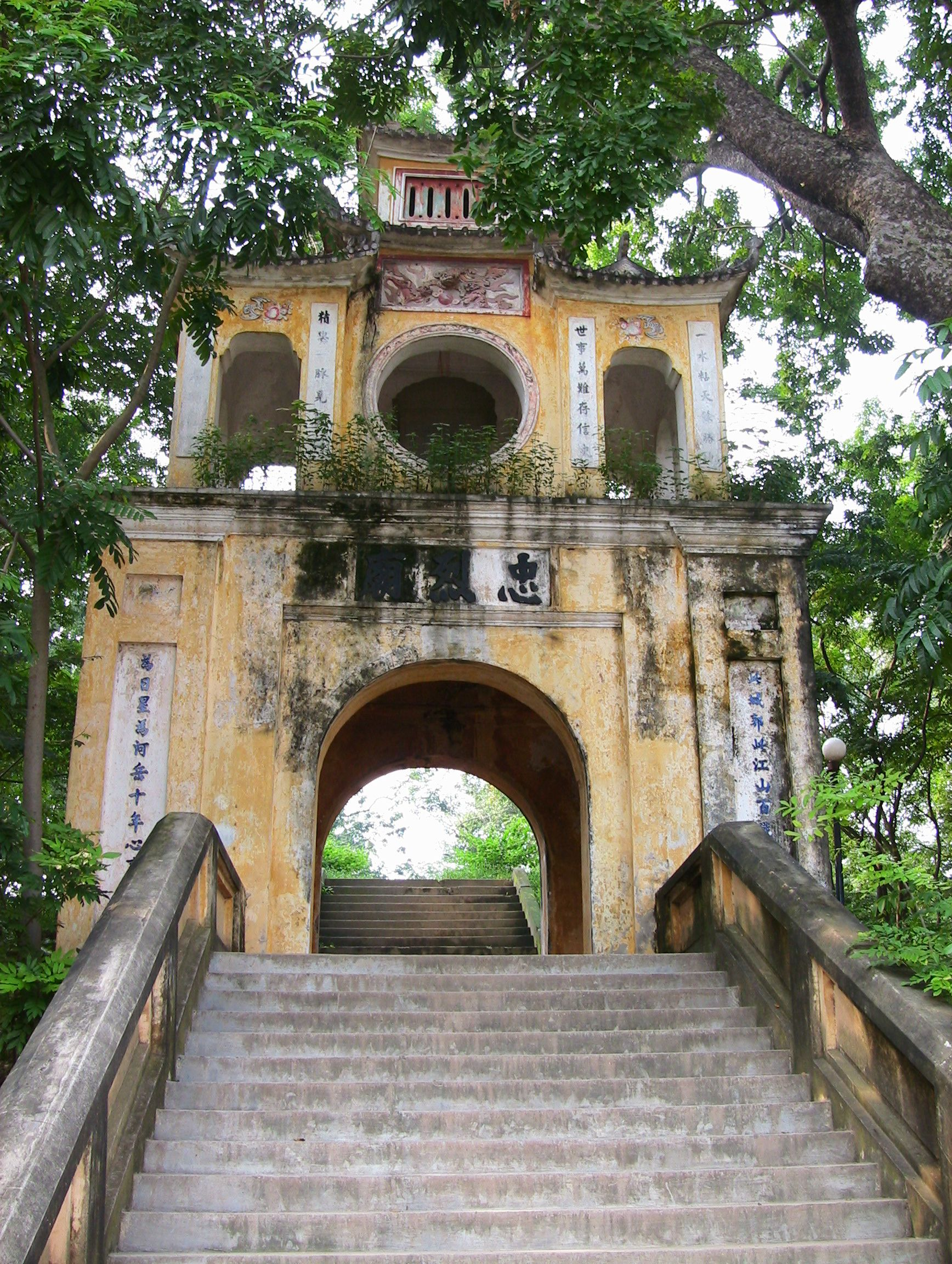
Cổng và lối lên gò Đống Đa. Trên cổng có 3 chữ Hán "Trung Liệt miếu" (忠烈廟)

Gò Đống Đa là một gò đất và là một di tích nằm bên phố Tây Sơn, phường Đống Đa, thành phố Hà Nội. Tại đây vào năm 1789, quân Tây Sơn đã đại phá và đánh thắng quân Thanh trong Trận Ngọc Hồi - Đống Đa.
Đêm mồng 4 rạng mồng 5 tháng Giêng năm Kỷ Dậu (1789) trận đánh của quân Tây Sơn diễn ra với sự tham gia của nhân dân vùng Khương Thượng, do Đại Đô đốc Đặng Văn Long chỉ huy. Trận này quân Tây Sơn diệt tan đồn Khương Thượng của quân nhà Thanh. Tướng nhà Thanh là Sầm Nghi Đống phải tự tử ở núi Ốc (Loa Sơn) gần chùa Bộc bây giờ.

## Lịch sử
Nơi đó có một gò đất, trên gò đất có một cây đa cổ thụ mọc um tùm, người quanh vùng gọi là gò Cây Đa. Khi lính Tây Sơn kéo đến vây tàn quân Thanh trốn theo chủ tướng thì thấy Sầm Nghi Đống đã treo cổ trên cành đa mà tự tử. Sau này, trẻ chăn trâu ra gò Cây Đa thường hát rằng: "Ông Đống treo cổ cây đa." Vì câu hát ấy mà về sau mới quen gọi là gò Đống Đa. 
Trận thắng này đã mở đường cho đại quân Tây Sơn từ Ngọc Hồi thừa thắng tiến vào Thăng Long.
Nhà thơ đương thời Ngô Ngọc Du đã làm bài thơ Loa Sơn điếu cổ có câu:
Thánh Nam thập nhị kình nghê quán
Chiến điệu anh hùng đại võ công
Dịch là:
Thánh nam xác giặc mười hai đống
Ngời sáng anh hùng đại võ công.

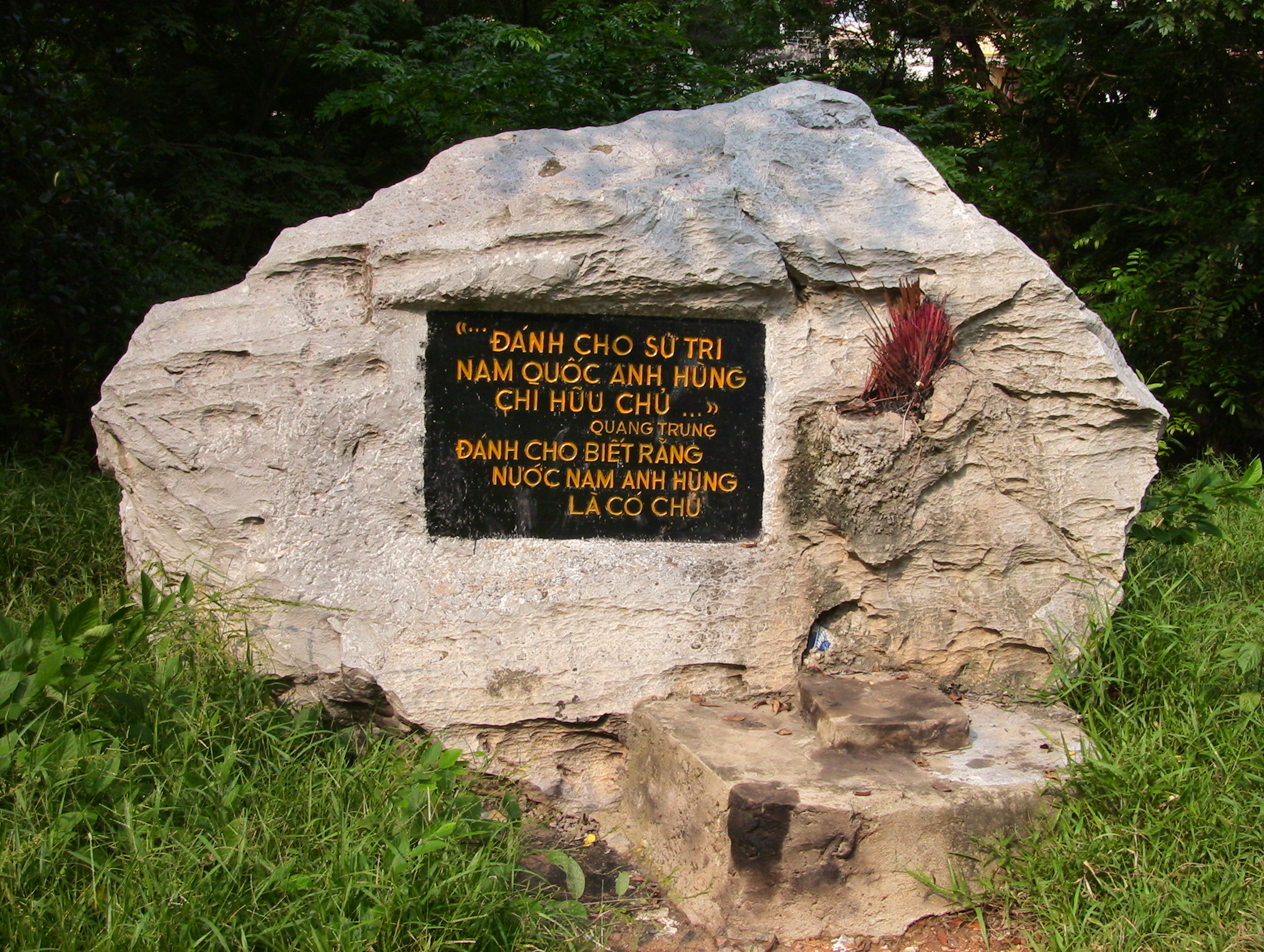
Tảng đá khắc câu nói của Vua Quang Trung khi ra lệnh tiến quân ra Bắc đánh quân Thanh.

Tương truyền sau chiến thắng, vua Quang Trung cho thu nhặt xác giặc xếp vào 12 cái hố rộng, lấp đất chôn và đắp cao thành gò gọi là "Kình nghê quán" (gò chôn xác "kình nghê" - 2 loài cá dữ ngoài biển, một cách gọi ám chỉ quân xâm lược Tàu). Theo truyền thuyết, 12 gò này nằm rải rác từ làng Thịnh Quang đến làng Nam Đồng. Năm 1851, do mở đường mở chợ, đào xẻ nhiều nơi thấy nhiều hài cốt, lại cho thu vào một hố cao lên nối liền với núi Xưa, thành gò thứ 13, tức là gò còn lại hiện nay. Còn 12 gò khác đã bị phạt đi khi Hoàng Cao Khải lập Thái Hà Ấp vào những năm 1890.
Chiến thắng Đống Đa cùng với Chiến thắng Ngọc Hồi - Đống Đa dưới sự chỉ huy của Vua Quang Trung đã phá tan 20 vạn quân Thanh, giải phóng thành Thăng Long.
Nhưng trên thực tế, có nhiều chứng cứ cho rằng Gò Đống Đa là một gò tự nhiên được hình thành từ cách đây khoảng 4000 năm.
Nhân kỷ niệm 200 năm chiến thắng Ngọc Hồi-Đống Đa, năm 1989, Công viên Văn hóa Đống Đa được thành lập trên cơ sở khu vực Gò Đống Đa. Đây là công trình kiến trúc mang tính lịch sử văn hóa nhằm ghi nhớ công ơn của người Anh hùng áo vải Quang Trung - Nguyễn Huệ. Tổng diện tích của công trình 21.745 m2 được chia làm 2 khu vực, gồm khu vực tượng đài, nhà trưng bày và khu vực gò.

## Ngày hội Đống Đa
Hàng năm cứ vào ngày mồng 5 Tết, nhân dân thường tổ chức hội Gò Đống Đa để ôn lại những sự kiện lịch sử đã diễn ra tại nơi đây, đặc biệt có tục rước rồng lửa đã thành lễ hội truyền thống của người Hà Nội. Sau đám rước rồng lửa là lễ dâng hương, lễ đọc văn, cuộc tế diễn ra ở đình Khương Thượng, lễ cầu siêu ở chùa Đồng Quang.

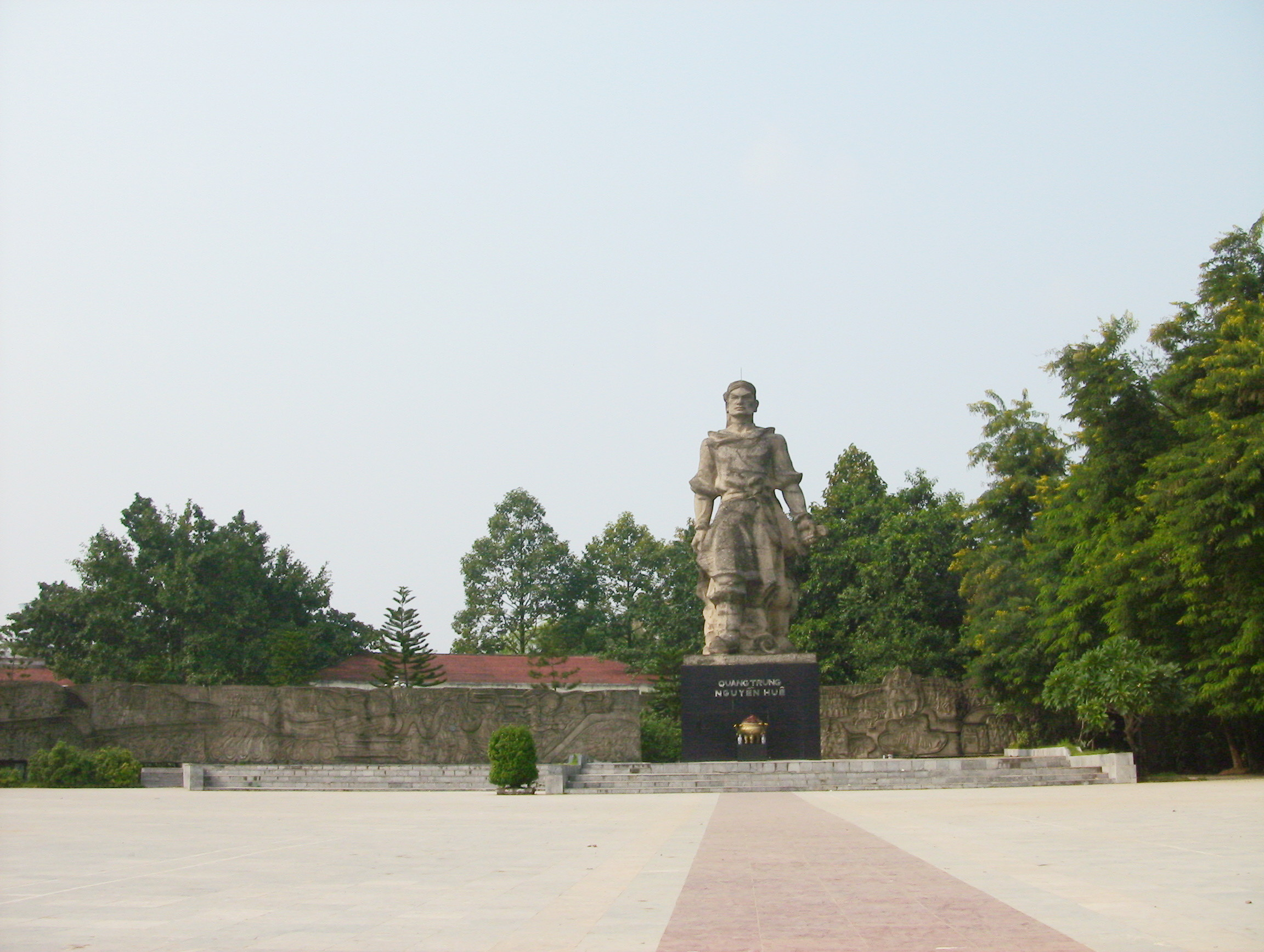
Khu tượng đài Vua Quang Trung tại Gò Đống Đa.

Kỷ niệm 200 năm chiến thắng Đống Đa, khu tượng đài Vua Quang Trung và công viên văn hóa Đống Đa đã được xây dựng tại khu đất bên cạnh gò lịch sử này, trông ra phố Đặng Tiến Đông, người chỉ huy trận đánh đồn Khương Thượng và đóng vai trò quan trọng trong chiến thắng Ngọc Hồi - Đống Đa.

## Trung Liệt miếu
Trên gò Đống Đa có một ngôi miếu, gọi là Trung Liệt miếu, được xây ở thế kỷ 19. Tuy nhiên, ngôi miếu này đã bị hư hại đáng kể, chỉ còn cổng miếu.
| “                                                      | Thử thành quách, thử giang san, bách chiến phong trần dư chiến địa. Vi nhật tinh, vi hà nhạc, thiên niên tâm sự công thanh thiên. Vẫn thành quách, vẫn non sông, trăm trận xông pha còn đỏ đất. Nào nhật tinh, nào hà nhạc, ngàn năm tâm sự có trời xanh. | ” |
| — Thám hoa Vũ Phạm Hàm đề tựa cổng vào Trung Liệt miếu | |   |